# Aventură de o noapte
Aventura de-o noapte (în engleză one-night stand) reprezintă un contact sexual singular de la care nu există așteptări cu privire la relații suplimentare între participanții sexuali. Practica poate fi descrisă drept „o activitate sexuală fără angajament emoțional sau implicare ulterioară”.

## Puncte de vedere
Aventura de-o noapte este cea mai frecventă formă de infidelitate și este adesea utilizat în cercetări și sondaje pentru a defini nivelul promiscuității într-o societate la un moment dat. S-a sugerat, de asemenea, că un astfel de act poate fi la fel de amenințător pentru o relație ca o aventură pe termen lung: 
„O aventură de o noapte poate fi mai periculoasă decât să ai un iubit pe termen lung. Acest scenariu este bun pentru călătorul de afaceri care are șansa în favoarea sa; cu toate acestea, este foarte important să știi cu cine te sui în pat, chiar și pentru o singură noapte. Nimeni nu poate fi exclus a priori drept sursă de probleme, indiferent de distanță sau circumstanță. O aventură de-o noapte este o formă de infidelitate și poate fi la fel de dăunătoare atât pentru tine cât și pentru partenerul tău, dacă este descoperită.”—
Unele femei au sugerat că femeile care se simt nesigure sau nesatisfăcute din punct de vedere sexual trebuie să caute aventuri de o noapte pentru dezvoltarea și împlinirea personală. S-a scris: „o aventură de o noapte este manifestarea erotică a carpe diem”.
Frecvența aventurilor de o noapte a fost crescută de apariția aplicațiilor de întâlnire online, precum Tinder și Grindr, care permit oamenilor să se întâlnească în scopuri inclusiv sexuale, deși aceste instrumente pot fi folosite și pentru a căuta parteneri de relație pe termen lung.

## Fantezii
O relație de o noapte poate fi considerată, de asemenea, într-o fantezie sexuală.